# Fernsehpublizistik
Fernsehpublizistik ist eine Programmsparte im Fernsehen und wird in erster Linie durch Nonfiktionalität und einem der Sendung zugrundeliegenden, wesentlichen Informationsanteil definiert. Bekannte Formen sind Nachrichten-, Magazin-, Reportage-, Dokumentations- oder Talksendungen.

## Fernsehpublizistik als Programminhalt
Eine klare Definition des Begriffs Fernsehpublizistik gibt es nicht. Publizistik ist die „Wissenschaft von den Massenmedien und ihrer Wirkung auf die Öffentlichkeit“. Doch in der Medienwelt versteht man unter Fernsehpublizistik vielmehr eine inhaltliche Ausrichtung eines Fernsehprogrammes als eine Wissenschaft.
Diese Erkenntnis findet sich auch im Programmbericht der Medienanstalten, die das Fernsehen grob in drei Programmsparten unterteilen:
1. fiktionale Unterhaltung (= Spielhandlungen)
2. nonfiktionale Unterhaltung (= Shows und Spiele)
3. Fernsehpublizistik (= Informations- und Unterhaltungsangebote)[2]

Bei den ersten beiden Programmsparten steht ganz klar die Unterhaltung im Vordergrund, während sich die Fernsehpublizistik durch einen höheren Anteil an Information (einschließlich Beratung und Bildung) auszeichnet, was einen zusätzlichen Unterhaltungsfaktor aber natürlich nicht ausschließen muss. Eine Teilmenge der Fernsehpublizistik ist der Fernsehjournalismus, unter dem man „das Gestalten filmischer journalistischer Beiträge zum Massenmedium Fernsehen“ versteht.